# Crocidura ramona
Crocidura ramona — вид ссавців родини Soricidae. Поки що відомо лише з Ізраїлю. Він зустрічається в трьох регіонах: Мізпе-Рамон і Седе-Бокер в пустелі Негев і Сартабер на північному краю Юдейської пустелі. Цілком ймовірно, що вид зустрічається в регіоні ширше, ніж відомо на даний момент (тобто в Йорданії, де подібні місця існування та види Crocidura не були добре досліджені). Три місця, в яких цей вид зустрічається, — це кам’янисті пустелі на висоті від 200 до 950 метрів над рівнем моря. Ця землерийка світло-сіра з трохи світлішим нижньою частиною. Він також відносно невеликий.